# Шилохвіст білощокий
Шилохвіст білощокий (Anas bahamensis) — вид водоплавних птахів родини качкових (Anatidae). Поширений у тропічній Америці.

## Поширення
Вид поширений на Антильських островах, в узбережних регіонах Південної Америки, а також існує ізольована популяція Галапагоських островів. Мешкає в болотах, солонуватих лагунах, морських затоках, естуаріях, іноді в прісноводних ставках і мілководних озерах.

## Підвиди
- A. b. bahamensis (Linnaeus, 1758) — у Карибському басейні та бродяжний на півдні Флориди;
- A. b. rubirostris (Vieillot, 1816) — у Південній Америці;
- A. b. galapagensis (Ridgway, 1890) — на Галапагоських островах.

## Опис
Качка завдовжки до 46 см, вагою близько 1 кг. Статевого диморфізму немає. Щоки і горло білі, решта оперення тіла світло-коричневе з темно-бурими плямами, дзьоб сіро-блакитний з двома ефектними червоними плямами навколо ніздрів, ноги сірі.

## Спосіб життя
Харчується водними рослинами, дрібними водними тваринами, насінням, комахами та травою. Самиця відкладає від 6 до 12 яєць, висиджування триває в середньому 25 днів, каченятам потрібно близько 6 тижнів, щоб вирости і літати.